# Oberndorf (Solms)
Oberndorf ist ein Stadtteil von Solms im mittelhessischen Lahn-Dill-Kreis und bildet zusammen mit Burgsolms die Kernstadt.

## Geographische Lage
Oberndorf liegt in einem Talkessel am Solmsbach, der sich hier zwischen bewaldeten Berghängen tief in die letzten Ausläufer des Hintertaunus am Lahntal eingegraben hat. Auf dem Bergrücken im Südwesten ist das hochgelegene Braunfels nur wenige Hundert Meter von Oberndorf entfernt, während die Gemarkung im Osten die bewaldeten Berghänge mit der ehemaligen Grube Ferdinand und die 289 Meter Höhe erreichende Kammlinie bis kurz vor Laufdorf einschließt. Nördlich von Oberndorf ist die Bebauung mit Burgsolms zusammengewachsen und südlich befindet sich in etwa vier Kilometer Entfernung der Braunfelser Stadtteil Bonbaden.

## Geschichte

### Ortsgeschichte
Die Ortsgeschichte von Oberndorf ist eng mit der Burgsolmser verwurzelt. So beanspruchen beide Ortschaften im Jahr 788 im Lorscher Codex durch eine Kirche erstmals erwähnt zu werden. Da von der Burgsolmser Mutterkirche die Rede ist, ist vermutlich von Oberndorf auszugehen. 1128 werden die Orte als Solmesso genannt, aber bereits um 1300 differenziert. So wird nun der Ortsname Superior Sulmisse, also Obersolms, dem späteren Oberndorf, erwähnt.
Bedeutend für Oberndorf war die Eisenverarbeitung im Dorf in der Oberndorfer Hütte, wo das Erz aus den umliegenden Gruben verhüttet wurde. Ihre Gründung geht auf Graf Heinrich Trajektin von Solms-Braunfels im Jahr 1666 zurück. 1859 wurde die Hütte aufgegeben.
Im Zuge der Gebietsreform in Hessen fusionierten am 1. Juli 1971 die bis dahin eigenständigen Gemeinden Oberndorf und Burgsolms freiwillig zur neuen Gemeinde Solms. Diese Gemeinde wurde am 1. Januar 1977 kraft Landesgesetz mit den Gemeinden Bielhausen und Niederbiel zur neuen Großgemeinde Solms zusammengeschlossen. Die Großgemeinde erhielt am 11. April 1978 die Stadtrechte.
Ortsbezirke nach der Hessischen Gemeindeordnung wurden nicht errichtet.

### Historische Namensformen
In erhaltenen Urkunden wurde Oberndorf unter den folgenden Ortsnamen erwähnt (in Klammern das Jahr der Erwähnung):
- Sulmissa, super fluvio (788) [2. Hälfte XII Jh., Codex Laureshamensis III, Nr. 3089 = 3708 a]
- Sulmissam, super fluvium (788) [2. Hälfte XII Jh., Codex Laureshamensis III, Nr. 3089 = 3708 a]
- Sulmisheimer, in marca (803) [2. Hälfte XII Jh., Codex Laureshamensis III, Nr. 3091 = 3722e]
- Sulmissere, in marca (803) [2. Hälfte XII Jh., Codex Laureshamensis III, Nr. 3091 = 3722e]
- Sulmisheimer, in marca (811) [2. Hälfte XII Jh., Codex Laureshamensis III, Nr. 3090 = 3726]
- Sulmissere, in marca (811) [2. Hälfte XII Jh., Codex Laureshamensis III, Nr. 3090 = 3726]
- Sulmisheimer, in marca (817) [2. Hälfte XII Jh., Codex Laureshamensis III, Nr. 3092 = 3729a, 3094]
- Sulmissa, in (817) [2. Hälfte XII Jh., Codex Laureshamensis III, Nr. 3092 = 3729a, 3094]
- Sulmissa, in villa (855) [2. Hälfte XII Jh., Codex Laureshamensis III, Nr. 3039 = 3735]
- Solmesso (1128) [Mainzer Urkundenbuch 1, Nr. 554]
- Sulmese, de (1129) [Wyss, Urkundenbuch der Deutschordens-Ballei 3, Nr. 1329]
- Oberndorf, de (1228) [Urkundenbuch der Stadt Wetzlar 1, Nr. 12]
- Oberndorff, de (1261) [Urkundenbuch der Stadt Wetzlar 1, Nr. 99]
- Solmß, in villa que vulgariter Oberndorff nuncupatur (1283) [Urkundenbuch der Stadt Wetzlar 2, Nr. 133]
- superior Solmisse (1319) [Urkundenbuch der Stadt Wetzlar 1, Nr. 949]
- Obernsolmisse, zu (1332) [Urkundenbuch der Stadt Wetzlar 1, Nr. 1196]

### Verwaltungsgeschichte im Überblick
Die folgende Liste zeigt die Staaten und Verwaltungseinheiten, denen Oberndorf angehört(e):
- 788: Lahngau (in pago Logenehe)
- vor 1806: Heiliges Römisches Reich, Fürstentum Solms-Braunfels, Anteil der Grafschaft Solms, Amt Braunfels[8]
- ab 1806: Herzogtum Nassau,[Anm. 2] Amt Braunfels[Anm. 3]
- ab 1816: Königreich Preußen,[Anm. 4] Provinz Großherzogtum Niederrhein, Regierungsbezirk Koblenz, Kreis Braunfels
- ab 1822: Königreich Preußen, Rheinprovinz, Regierungsbezirk Koblenz, Kreis Wetzlar[Anm. 5]
- ab 1866: Norddeutscher Bund,[Anm. 6] Königreich Preußen, Rheinprovinz, Regierungsbezirk Koblenz, Kreis Wetzlar
- ab 1871: Deutsches Reich, Königreich Preußen, Rheinprovinz, Regierungsbezirk Koblenz, Kreis Wetzlar
- ab 1918: Deutsches Reich (Weimarer Republik), Freistaat Preußen, Rheinprovinz, Regierungsbezirk Koblenz, Kreis Wetzlar
- ab 1944: Deutsches Reich, Freistaat Preußen, Provinz Nassau, Kreis Wetzlar
- ab 1932: Deutsches Reich, Freistaat Preußen, Provinz Hessen-Nassau, Regierungsbezirk Wiesbaden, Kreis Wetzlar
- ab 1945: Amerikanische Besatzungszone,[Anm. 7] Groß-Hessen, Regierungsbezirk Wiesbaden, Kreis Wetzlar
- ab 1949: Bundesrepublik Deutschland, Land Hessen (seit 1946), Regierungsbezirk Wiesbaden, Kreis Wetzlar
- ab 1968: Bundesrepublik Deutschland, Land Hessen, Regierungsbezirk Darmstadt, Kreis Wetzlar
- ab 1974: Bundesrepublik Deutschland, Land Hessen, Regierungsbezirk Darmstadt, Kreis Wetzlar, Gemeinde Solms[Anm. 8]
- ab 1977: Bundesrepublik Deutschland, Land Hessen, Regierungsbezirk Darmstadt, Lahn-Dill-Kreis, Gemeinde Solms
- ab 1981: Bundesrepublik Deutschland, Land Hessen, Regierungsbezirk Gießen, Lahn-Dill-Kreis, Gemeinde Solms

### Einwohnerentwicklung
| Oberndorf: Einwohnerzahlen von 1834 bis 2018 | Oberndorf: Einwohnerzahlen von 1834 bis 2018 | Oberndorf: Einwohnerzahlen von 1834 bis 2018 | Oberndorf: Einwohnerzahlen von 1834 bis 2018 | Oberndorf: Einwohnerzahlen von 1834 bis 2018 |
| --- | -------------------------------------------- | -------------------------------------------- | -------------------------------------------- | -------------------------------------------- |
| Jahr |                                              |                                              |                                              | Einwohner                                    |
| 1834 | 1834                                         |                                              | 350                                          | 350                                          |
| 1840 | 1840                                         |                                              | 451                                          | 451                                          |
| 1846 | 1846                                         |                                              | 470                                          | 470                                          |
| 1852 | 1852                                         |                                              | 463                                          | 463                                          |
| 1858 | 1858                                         |                                              | 518                                          | 518                                          |
| 1864 | 1864                                         |                                              | 523                                          | 523                                          |
| 1871 | 1871                                         |                                              | 551                                          | 551                                          |
| 1875 | 1875                                         |                                              | 609                                          | 609                                          |
| 1885 | 1885                                         |                                              | 747                                          | 747                                          |
| 1895 | 1895                                         |                                              | 754                                          | 754                                          |
| 1905 | 1905                                         |                                              | 845                                          | 845                                          |
| 1910 | 1910                                         |                                              | 947                                          | 947                                          |
| 1925 | 1925                                         |                                              | 1.036                                        | 1.036                                        |
| 1939 | 1939                                         |                                              | 1.161                                        | 1.161                                        |
| 1946 | 1946                                         |                                              | 1.515                                        | 1.515                                        |
| 1950 | 1950                                         |                                              | 1.609                                        | 1.609                                        |
| 1956 | 1956                                         |                                              | 1.655                                        | 1.655                                        |
| 1961 | 1961                                         |                                              | 1.773                                        | 1.773                                        |
| 1967 | 1967                                         |                                              | 2.021                                        | 2.021                                        |
| 1970 | 1970                                         |                                              | 2.111                                        | 2.111                                        |
| 1980 | 1980                                         |                                              | ?                                            | ?                                            |
| 1987 | 1987                                         |                                              | 1.960                                        | 1.960                                        |
| 2000 | 2000                                         |                                              | ?                                            | ?                                            |
| 2011 | 2011                                         |                                              | 2.355                                        | 2.355                                        |
| 2013 | 2013                                         |                                              | 2.489                                        | 2.489                                        |
| 2015 | 2015                                         |                                              | 2.545                                        | 2.545                                        |
| 2018 | 2018                                         |                                              | 2.547                                        | 2.547                                        |
| Datenquelle: Historisches Gemeindeverzeichnis für Hessen: Die Bevölkerung der Gemeinden 1834 bis 1967. Wiesbaden: Hessisches Statistisches Landesamt, 1968. Weitere Quellen: ; Zensus 2011; Stadt Solms:2013:, (2015, 2018 mit Nebenwohnsitzen) |                                              |                                              |                                              |                                              |

### Religionszugehörigkeit
Quelle: Historisches Ortslexikon
| • 1834: | 334 evangelische, 12 katholische, 12 jüdische Einwohner              |
| • 1961: | 1401 evangelische (= 79,02 %), 354 katholische (= 19,97 %) Einwohner |

## Wappen

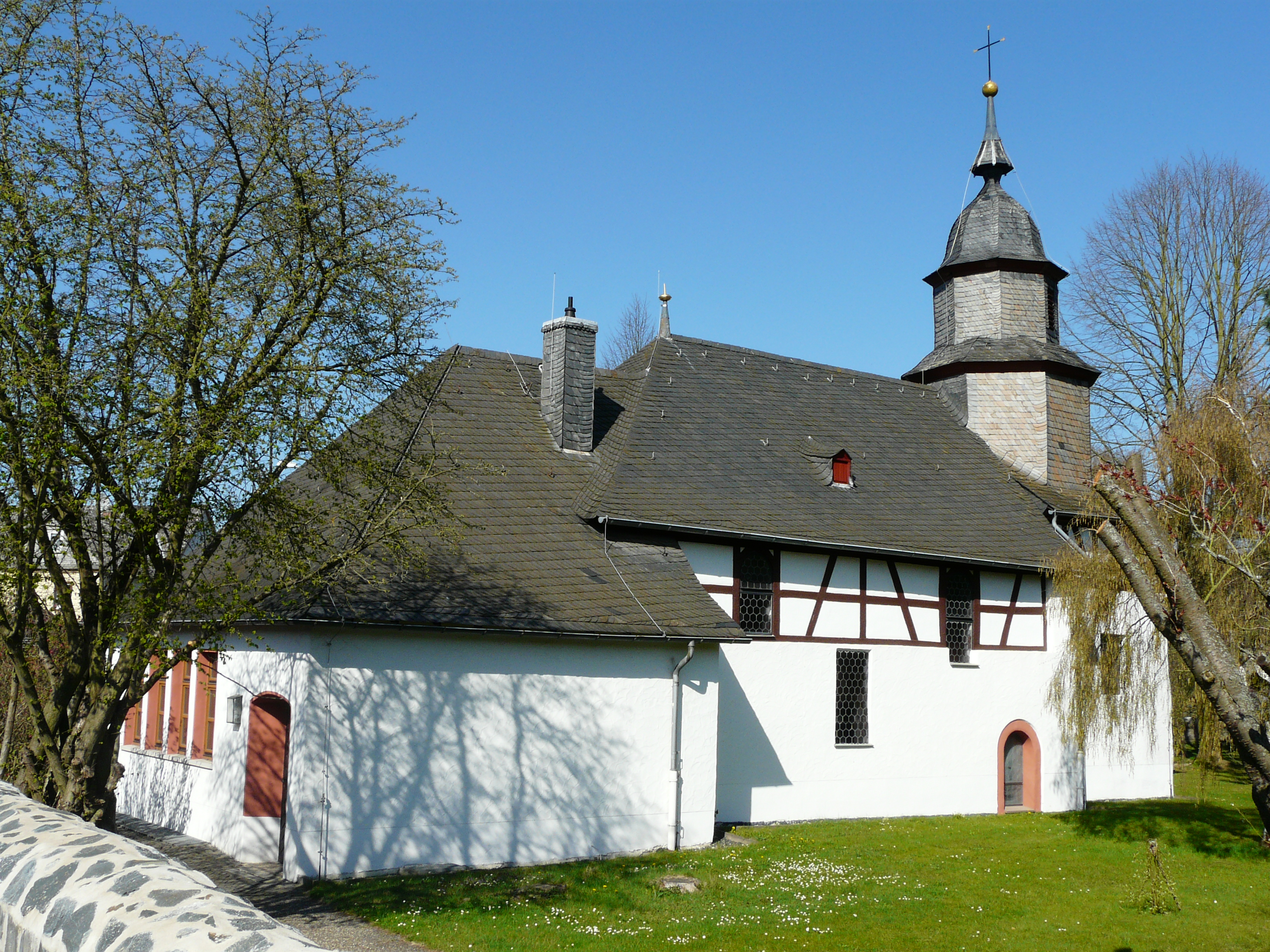
Evangelische Kirche

Am 8. Mai 1968 wurde der Gemeinde Oberndorf im damaligen Landkreis Wetzlar ein Wappen mit folgender Blasonierung verliehen: In goldenem, mit blauen Schindeln bestreuten Feld ein rotbezungter und -bewehrter blauer Löwe, belegt mit einem silbernen Schild, darin ein roter Hammer und Schlägel schräggekreuzt.

## Verkehr

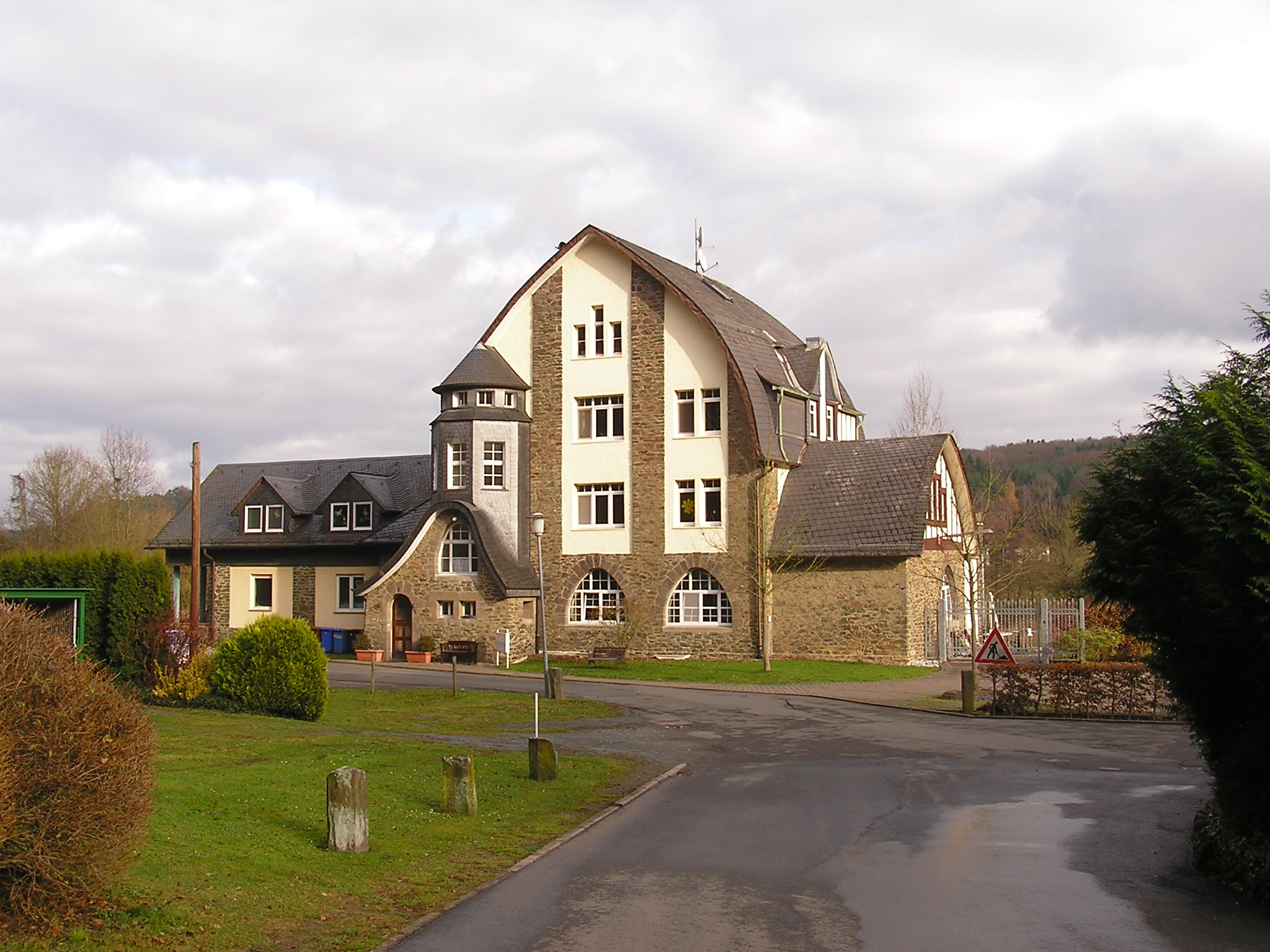
Bahnhof Braunfels-Oberndorf

Durch Oberndorf führt die L 3283, die nördlich von Burgsolms von der Bundesstraße 49 kommend, Richtung Bonbaden verläuft, sowie die L 3451, die von Wetzlar kommend, nach Braunfels führt.
Oberndorf lag mit einem Haltepunkt Burgsolms-Oberndorf und einem Bahnhof Braunfels-Oberndorf seit 1912 an der Bahnstrecke Friedrichsdorf–Albshausen. Mit der abschnittsweisen Stilllegung der Strecke 1985 wurde die Bahnanlagen weitgehend abgebaut. Trotzdem lässt sich auch heute der Bahndamm und die Trassenführung in der Umgebung der Ortschaft erkennen. Ein Bahnhof besteht heute in Albshausen sowie ein Haltepunkt in Burgsolms (beide an der Lahntalbahn).